# Togbe Osei III
Togbe Osei III (nacido el 18 de agosto de 1966) es el Rey de Godenu.

## Vida
Togbe Osei III nació el 18 de agosto de 1966. Asistió y formó algunas de las mejores escuelas de Ghana antes de tomar el Examen del Servicio Nacional.
Togbe fue su carrera trabajando para el Servicio de Educación de Ghana, una autoridad nacional para la educación, y continuó su distinguida carrera en el Servicio de Policía de Ghana. Después de servir en la fuerza policial, Togbe fue llamado como consultor de seguridad para varias instituciones gubernamentales.

El 29 de junio de 2002, fue nombrado gobernante tradicional, o Togbe, de Godenu sucediendo a su abuelo y siguiendo una línea de derecho de nacimiento de la familia Gadagoe.
Desde 2009, ha ocupado un puesto destacado en el Ministerio de Justicia de Ghana, un departamento del Servicio Judicial de Ghana.

## Compromiso
Togbe Osei III está comprometido a servir a la gente de Godenu.  Durante algunos años ha construido escuelas en su región e iniciado muchos proyectos humanitarios en cooperación con varias ONG de todo el mundo.

También es conocido por invitar a sus colegas, otros líderes subnacionales tradicionales, a trabajar juntos para el desarrollo de sus respectivas regiones.

Este trabajo es parte de Gbi Dukor, una organización que existe para proteger las culturas de estas áreas tradicionales y promover el desarrollo en toda la región.

## Condecoraciones
Nacionales
- Soberano Gran Maestre de la Real Orden del Elefante.
- Soberano Gran Maestre de la Real Orden del León.

Extranjeras
- Caballero Gran Cordón de la Real y Hachemita Orden de la Perla (Sultanato de Joló).
- Medalla de Honor de la Asociación de Alcaldes Monárquicos (Portugal).